# Bert Persson

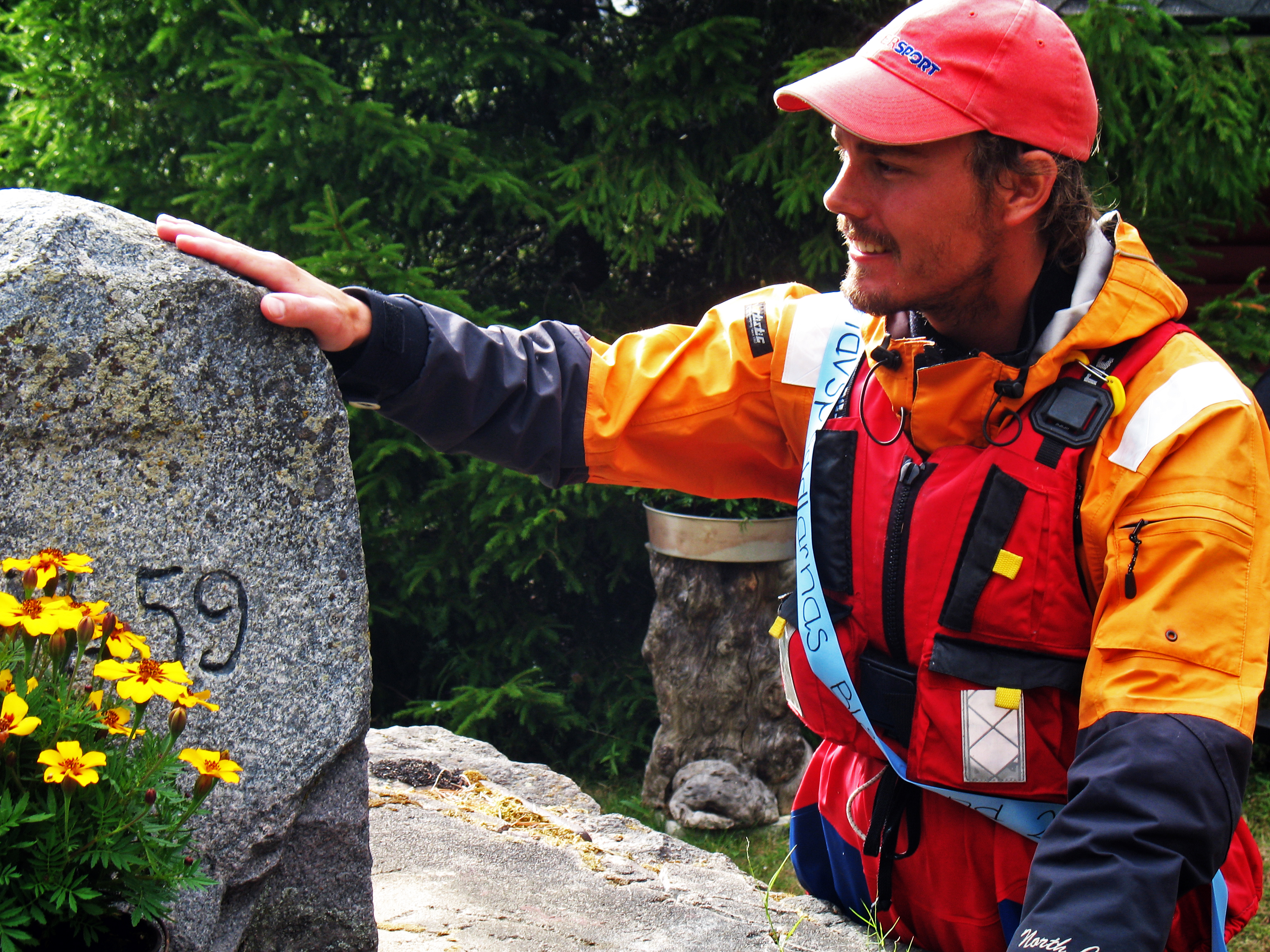
Bert Persson, målgång efter Havspaddlarnas blå band.

Bert Kennet Wilhelm Persson, född 19 april 1983 i Sundsvall, är en svensk äventyrare.
Bert Persson blev tillsammans med Simon Ek först med att paddla, cykla och vandra de 460 milen runt hela Sverige, ett äventyr som tog 162 dagar. Turen  började i Svinesund, där de påbörjade "Havspaddlarnas blå band" och paddlade hela den svenska kusten upp till Haparanda, där de bytte utrustning och cyklade till Treriksröset. Därifrån vandrade de genom den svenska fjällkedjan ner till Grövelsjöns fjällstation där de sedan cyklade till Svinesund där turen startade.
Under 2014 deltog Persson i SVT:s programserie Gift vid första ögonkastet.